# 麥圭爾空軍基地
麥圭爾空軍基地（英語：McGuire Air Force Base）是位於美國新澤西州伯靈頓縣的普查規定居民點。

## 人口
根據2020年美國人口普查的數據，麥圭爾空軍基地的面積為13.89平方千米，當中陸地面積為13.88平方千米，而水域面積為0.01平方千米。當地共有人口4522人，而人口密度為每平方千米325.56人。